# La Bibbia (album)
La Bibbia è il primo album dei Rovescio della Medaglia. 
Registrato in presa diretta, cioè senza sovraincisioni, tratta argomenti biblici armonizzati musicalmente dall'abilità del gruppo.

## Tracce
Tutte le tracce scritte da Gino Capello, Enzo Vita e Stefano Urso.
1. Il nulla - 4:54
2. La creazione - 5:17
3. L'ammonimento - 5:19
4. Sodoma e Gomorra - 4:51
5. Il giudizio - 10:15
6. Il diluvio - 2:14

## Formazione
- Pino Ballarini (voce, flauto)
- Enzo Vita (chitarra)
- Stefano Urso (basso)
- Gino Campoli (batteria)